# Виллартс, Адам
Адам Виллартс (нидерл. Adam Willaerts, также Willarts, Willers; 21 июля 1577, Лондон — 4 апреля 1664, Утрехт) — нидерландский живописец эпохи так называемого Золотого века голландской живописи.

## Жизнь и творчество
Адам Виллартс родился в Лондоне во фламандской семье, бежавшей в Англию из Нидерландов во время религиозных гонений. Поле нескольких лет, проведённых в Лондоне, Виллартсы вернулись в Голландию и с 1585 года жили в Лейдене. К 1597 году Адам обосновался в Утрехте, где женился и жил и работал до самой смерти. Получив художественное образование и выдержав экзамен на мастера, он в 1611 году вступил в местную гильдию живописцев — Гильдию Святого Луки, а в 1620 году был избран её деканом. Три сына Адама Виллартса, Абрахам, Корнелис и Исаак, также стали известными художниками.
Тематика произведений Адама Виллартса разнообразна. Он писал свои картины о море, речные пейзажи и городские каналы в Утрехте, жанровые сценки, виды деревень и рыбных рынков, был мастером батальных полотен морских сражений. Ряд его работ (например, «Аллегория победы голландцев над испанским флотом в Гибралтаре») хранится в Королевском художественном музее в Амстердаме (Рейксмюсеум).

## Галерея

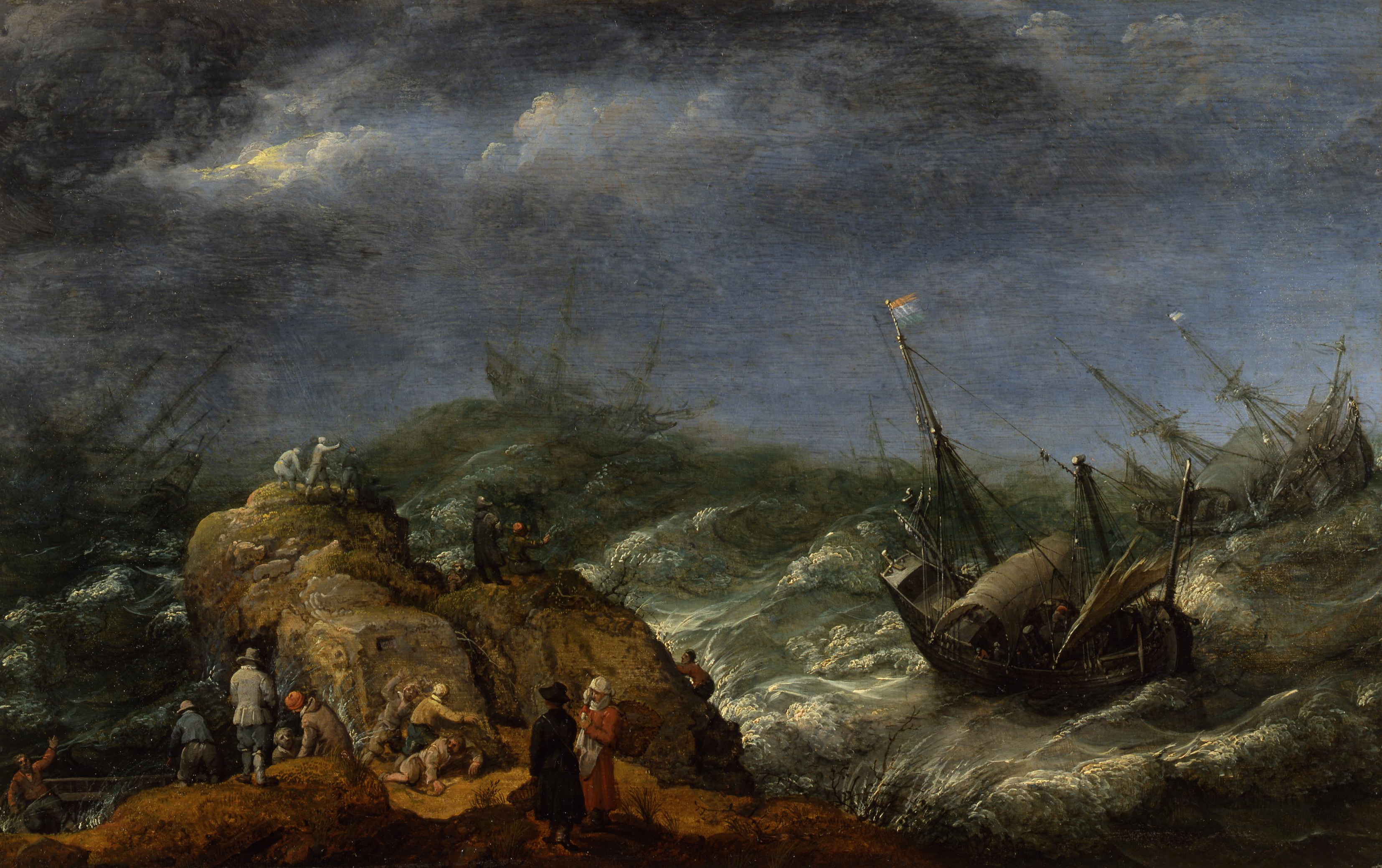
Кораблекрушение на бурном море, 1621 (Картинная галерея Дордрехта)
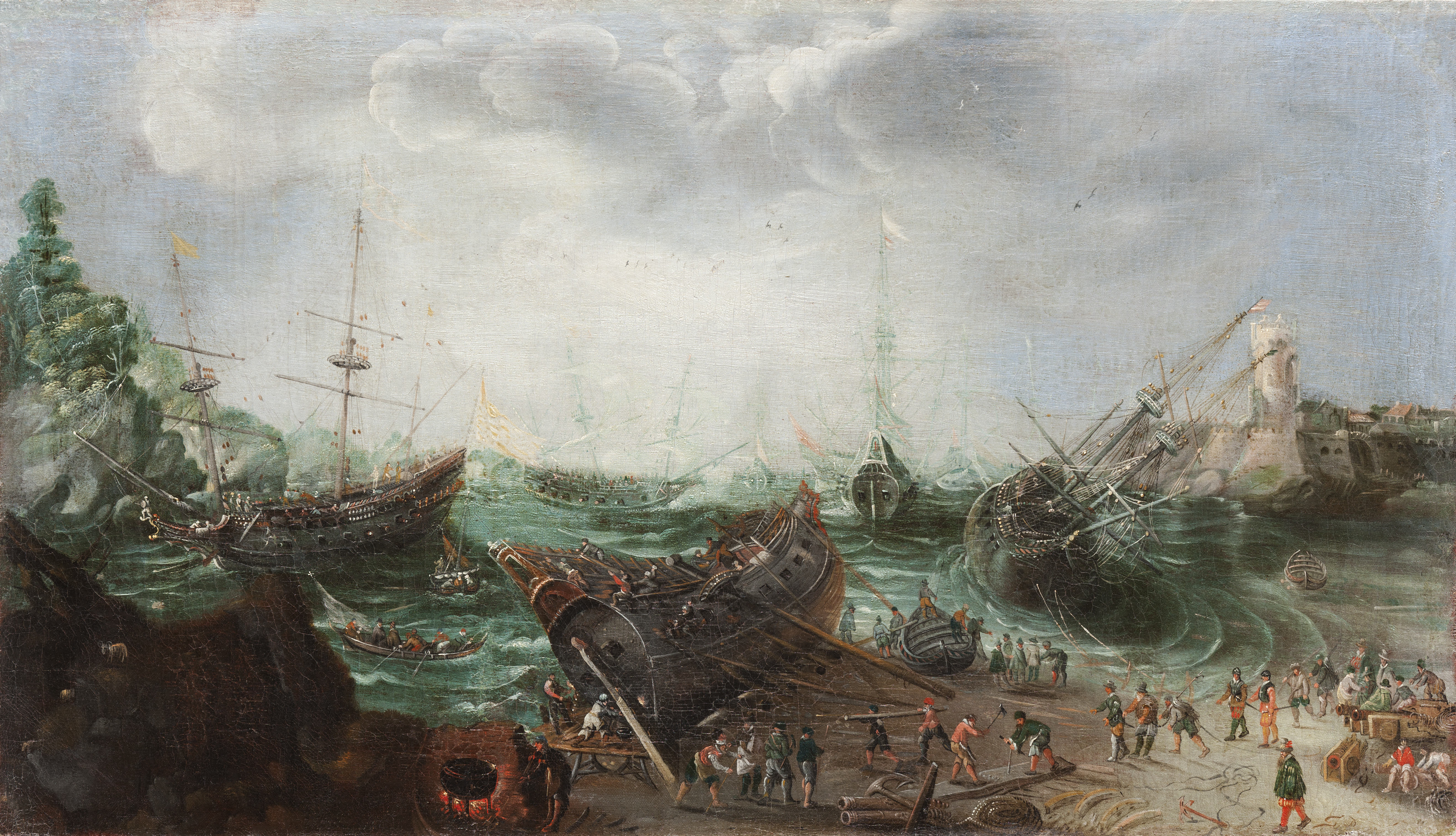
Сцена в порту, ок. 1615
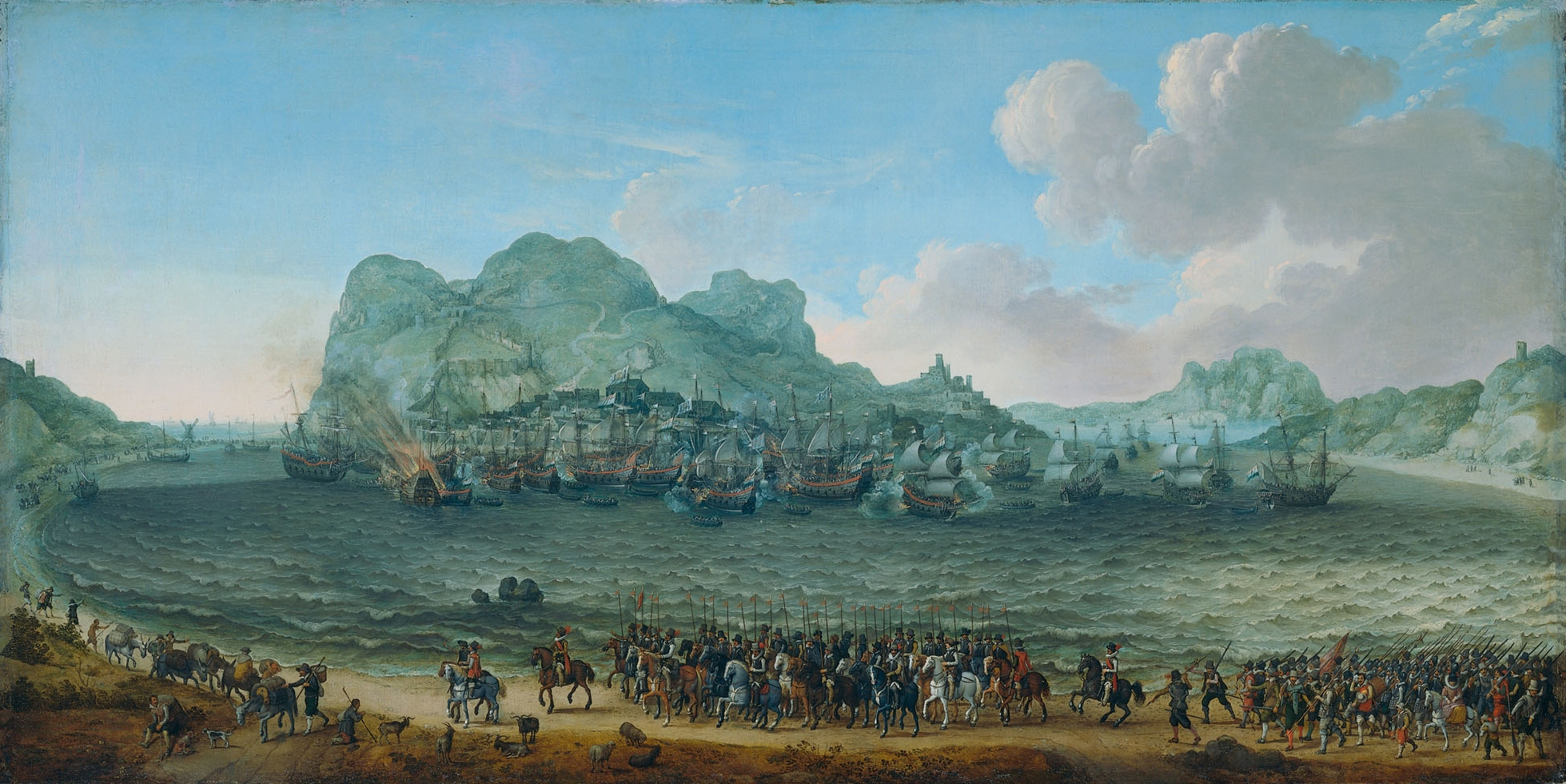
Битва за Гибралтар, 1617
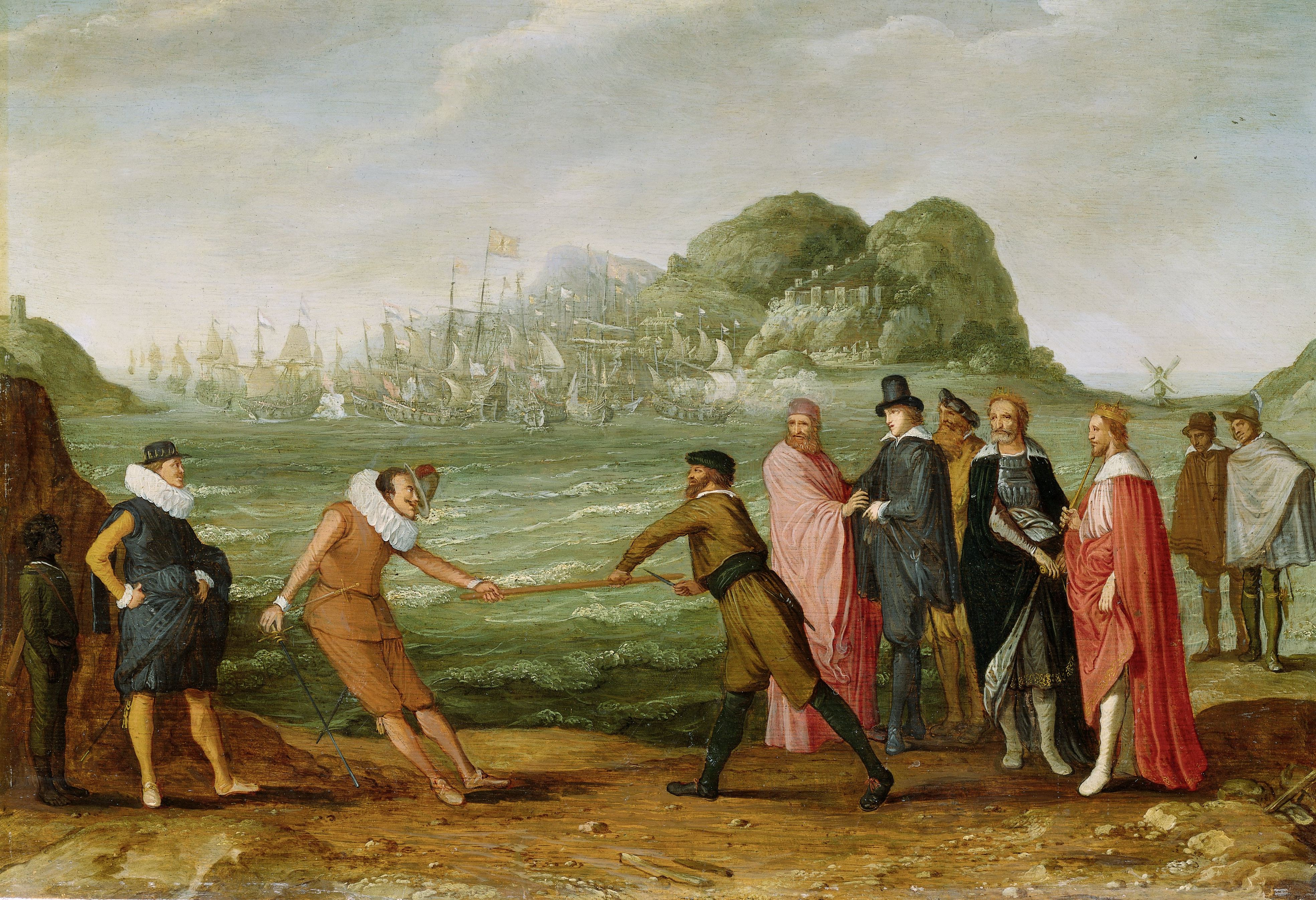
Аллегория победы голландцев над испанским флотом в Гибралтаре 25 апреля 1607 года (Рейксмюсеум, Амстердам)
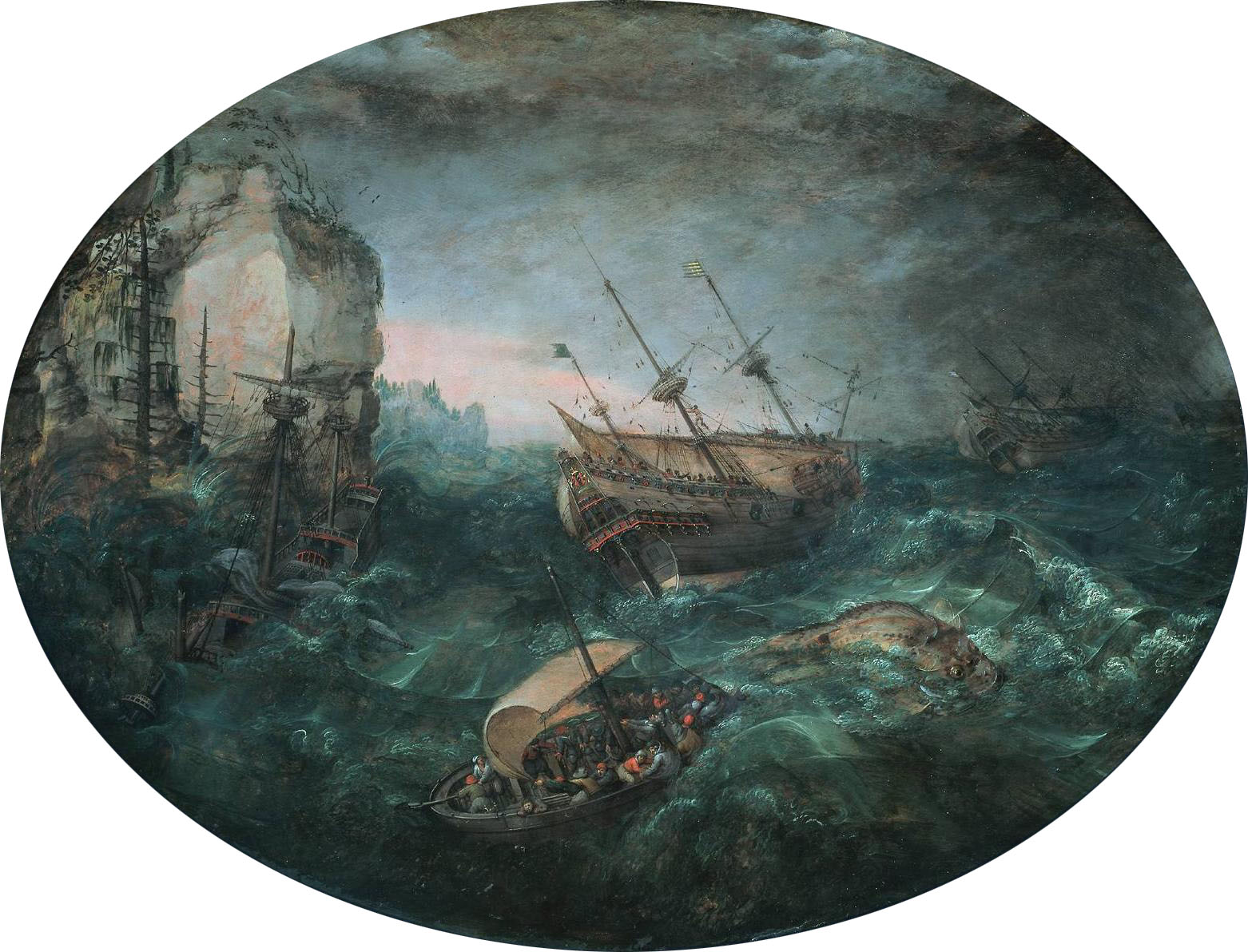
Тонущие корабли у скалистого берега, 1614
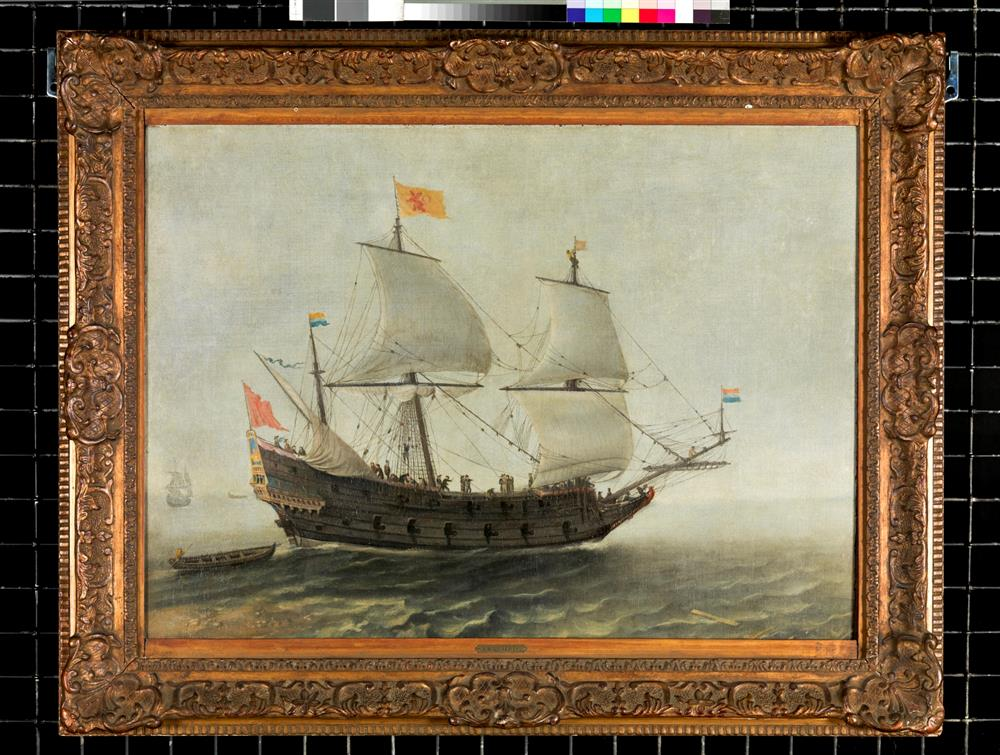
Голландский линейный корабль (Морской музей, Роттердам)
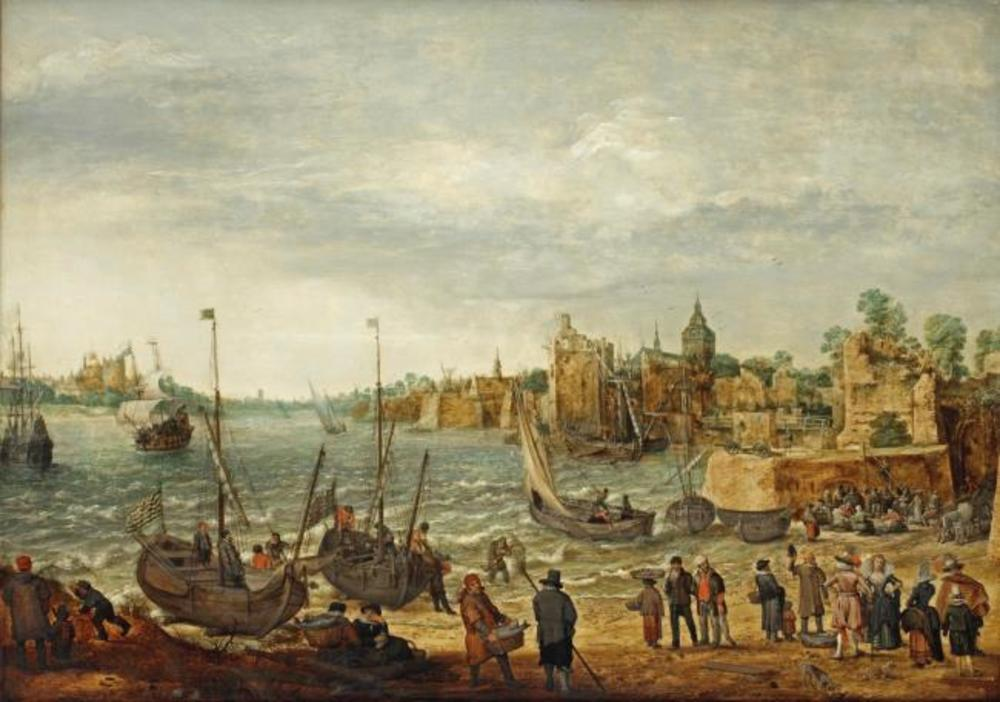
Вид на городскую церковь Утрехта во время прилива, 1630
Иона и кит, между 1610 и 1620